# Araneus masoni
Araneus masoni là một loài nhện trong họ Araneidae.
Loài này thuộc chi Araneus. Araneus masoni được Eugène Simon miêu tả năm 1887.